# Aurothioglucose
L'aurothioglucose est un composé de thioglucose et d'or, de formule chimique AuSC6H11O5. Il était utilisé autrefois en pharmacie pour traiter l'arthrite rhumatoïde. Il se présente sous la forme d'un solide cristallisé jaune avec une faible odeur de mercaptan, soluble dans l'eau (où il se décompose), peu soluble dans le propylène glycol C3H8O2, et insoluble dans le chloroforme CHCl3 et l'acétone CH3COCH3.
Il est produit par échange entre le bromure d'or(I) AuBr et le thioglucose. On réalise l'opération en versant une solution aqueuse de bromure d'or(I) dans une solution aqueuse de thioglucose saturée avec du dioxyde de soufre SO2, le tout étant ensuite chauffé. L'aurothioglucose formé est précipité avec adjonction de éthanol CH3CH2OH.
La liaison soufre–or n'est pas ionique. On pense que l'aurothioglucose en solution aqueuse forme un polymère dans lequel les atomes d'or relient les unités thioglucose :
Les solutions aqueuses d'aurothioglucose sont instables : elles se décomposent dans les conditions physiologiques, et on observe une dismutation avec formation d'or métallique et oxydation des groupes thiol en acide sulfinique –SOOH correspondant.